# Platygillellus bussingi
Platygillellus bussingi är en fiskart som beskrevs av Dawson, 1974. Platygillellus bussingi ingår i släktet Platygillellus och familjen Dactyloscopidae. IUCN kategoriserar arten globalt som nära hotad. Inga underarter finns listade i Catalogue of Life.